# ملویل فولر
ملوین فولر (به انگلیسی: Melville Fuller؛ زاده ۱۱ فوریه ۱۸۳۳ - درگذشته ۴ ژوئیه ۱۹۱۰)، هشتمین قاضی ارشد ایالات متحده از ۸ اکتبر ۱۸۸۸ تا زمان مرگش در ۴ ژوئیه ۱۹۱۰ بود.
وی توسط گروور کلیولند نامزد این پست شد و در مجلس سنا با ۴۱ رای موافق و ۲۰ رای مخالف به عنوان قاضی ارشد ایالات متحده شروع به کار کرد. وی به مدت ۲۱ سال و ۲۶۹ روز در این پست مشغول به کار بود.